# Afroperlodes
Afroperlodes is een geslacht van steenvliegen uit de familie Perlodidae. De wetenschappelijke naam van het geslacht is voor het eerst geldig gepubliceerd in 1973 door Miron & Zwick.

## Soorten
Afroperlodes omvat de volgende soorten:
- Afroperlodes lecerfi (Navás, 1929)